# Andreas Engermann
Walter Düpmann, Pseudonyme: Andreas Engermann, ***, Herbert Schmidt (* 27. September 1919 in Haslach im Kinzigtal; † 13. September 1995 in Göppingen) war ein deutscher Autor.

## Leben
Düpmann, Sohn eines Betriebsleiters, studierte Volkswirtschaftslehre an der Eberhard Karls Universität Tübingen. Der Diplom-Volkswirt arbeitete als Lehrer und ging als Oberstudienrat in den Ruhestand.
Er war journalistischer Mitarbeiter der Fellbacher Zeitung und der Stuttgarter Zeitung. Unter dem Pseudonym Andreas Engermann schrieb er Erzählungen und Romane und lebte in Heiningen (Landkreis Göppingen), Württemberg.

## Werke
- Einen bessern findst du nicht. Roman, Kindler, München 1952 (davor anonym als *** veröffentlicht in der Zeitschrift REVUE)
- Er ging an meiner Seite. Roman, Kindler, München 1952
- Und keiner wußte warum. Roman, Lichtenberg, München 1963